# Exécution de Charles Ier

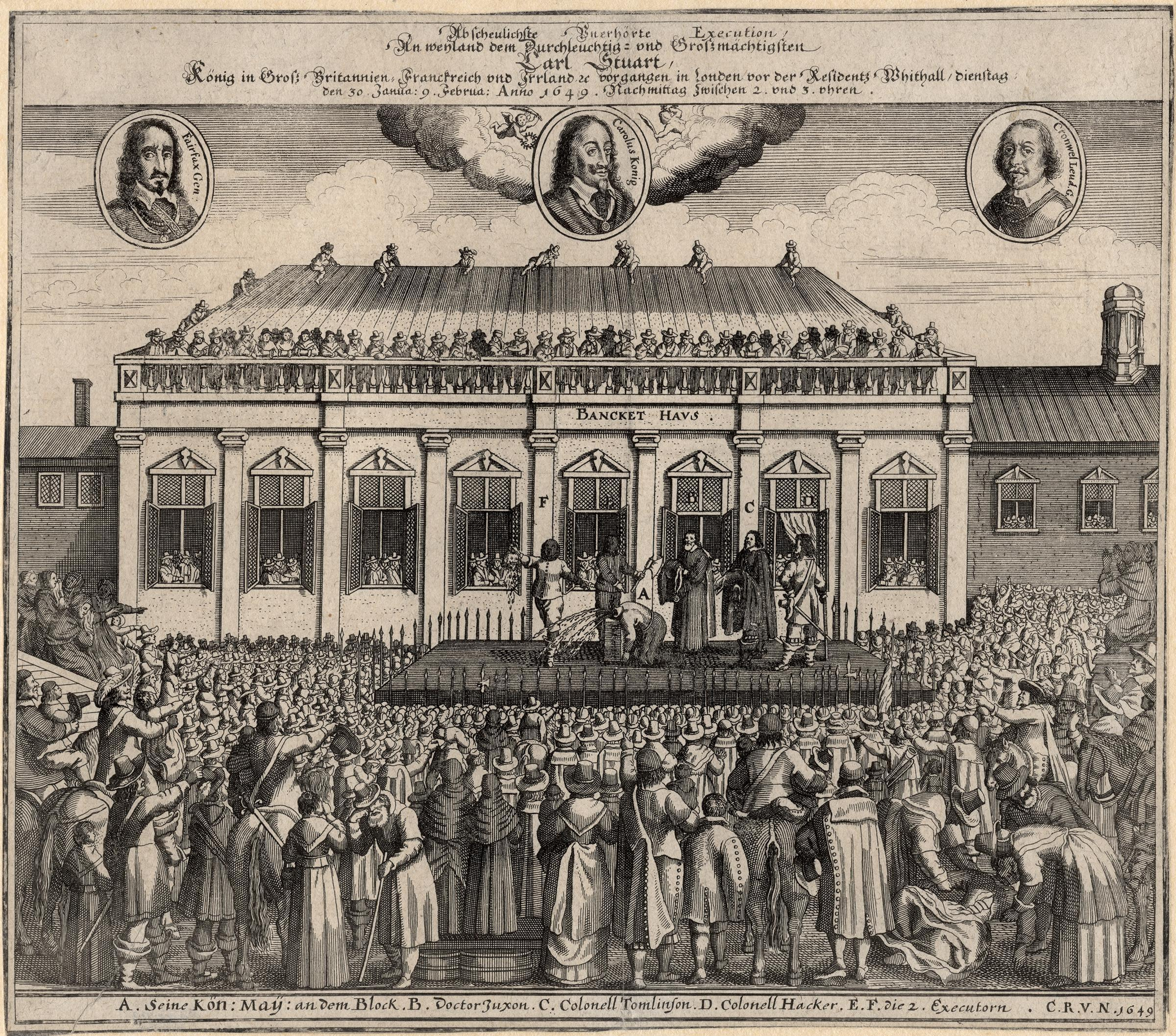
Estampe allemande contemporaine de l'exécution de Charles Ier, à l'extérieur de la maison des banquets. Basée sur la première représentation européenne de l'exécution.

L'exécution de Charles Ier, roi d'Angleterre, d'Écosse et d'Irlande, par décapitation est survenue le mardi 30 janvier 1649 devant la maison des banquets à Whitehall (Londres).
L'exécution a été le point culminant de conflits politiques et militaires entre les royalistes et les parlementaires en Angleterre pendant la guerre civile anglaise, conduisant à la capture et au procès de Charles Ier.

## Exécution

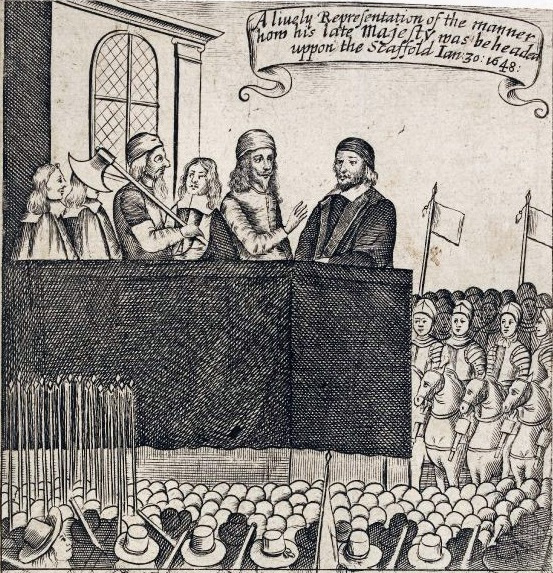
Représentation de Charles Ier sur l'échafaud en train de prononcer un discours.

Le samedi 27 janvier 1649, la Haute Cour de justice (en) parlementaire déclare Charles coupable d'avoir tenté de « maintenir en lui-même un pouvoir illimité et tyrannique de gouverner selon sa volonté, et de renverser les droits et libertés du peuple » et il est condamné à mort. Le roi passe ses derniers jours au palais de Saint James, accompagné de ses sujets les plus fidèles et visité par sa famille.
Le 30 janvier, il est conduit sur un grand échafaud tendu de noir construit devant la maison des banquets, où il doit être exécuté. Une grande foule s'est rassemblée pour assister au régicide.
Charles monte sur l'échafaud et s'apprête à prononcer son dernier discours, mais s'aperçoit que la foule ne peut l'entendre, en raison des gardes parlementaires qui forment une barrière avec les Londoniens. Il se tourne alors vers l'évêque de Londres, William Juxon, choisi pour assister le monarque dans ses derniers instants, et le charge de prendre note de sa prise de parole : il déclare son innocence des crimes dont le parlement l'a accusé, se proclame « martyr du peuple », et dit attendre au ciel sa « couronne incorruptible ».
Charles réclame ensuite un bonnet de soie afin que le bourreau ne soit pas troublé par sa chevelure, pose la tête sur le billot, et attend quelques instants avant de donner un signal ; le bourreau décapite le roi d'un seul coup de hache et tend silencieusement sa tête vers la foule, sans proclamer la phrase rituelle « Voici la tête d'un traître ! ». Il la laisse ensuite tomber au milieu de la foule : certains soldats trempent des étoffes dans le sang du monarque et coupent des mèches de ses cheveux. Le corps est placé dans un cercueil tendu de velours noir et exposé quelque temps au palais de Whitehall.
L'identité du bourreau et de son assistant n'ont jamais été révélées.

## Réactions

### Grande-Bretagne
Lors de la restauration de Charles II d'Angleterre en 1660, neuf personnes jugées pour le meurtre de Charles Ier furent exécutées à Londres par le supplice de la pendaison, de la trainée et du démembrement sur plus de six jours. Dans les deux années qui suivirent, au moins trois autres furent exécutés. En outre, les corps d'Oliver Cromwell, de John Bradshaw et de Henry Ireton furent exhumés afin de subir le supplice à titre posthume pour leur complicité dans le régicide.

### Europe
Les réactions des cours étrangères furent presque unanimement négatives, et les princes d'Europe furent prompts à manifester leur condamnation du régicide. Néanmoins, peu nombreux furent ceux qui prirent des sanctions contre le nouveau gouvernement anglais. Même les alliés des royalistes au Saint-Siège, en France et aux Provinces-Unies évitèrent de dégrader leurs relations avec les forces parlementaires, les Néerlandais allant jusqu'à éviter dans leurs déclarations officielles de donner à Charles le prédicat de « Sa Majesté ».
La plupart des pays européens étaient en effet préoccupées par leurs propres troubles intérieurs, comme la Fronde en France, ou les négociations du récent traité de Westphalie.
Seule exception à cette relative indifférence des cours européennes, le tsar de Russie Alexis choisit de rompre les relations diplomatiques avec Londres, d'accueillir à Moscou des réfugiés royalistes anglais, de bannir de ses États tous les marchands anglais, d'adresser formellement ses condoléances à la reine Henriette-Marie, et d'assurer une aide financière à Charles II.

## Iconographie
- Exécution de Charles Ier d'Angleterre de Gonzales Coques (vers 1650), Amiens, musée de Picardie.
- Exécution du Roi Charles Ier  attribué à John Weesop (vers 1649) Londres,  National Portrait Gallery[1].

## Héritage
L'exécution a été décrite comme l'un des événements les plus significatifs et controversés de l'histoire anglaise. Certains le considèrent comme le martyre d'un homme innocent (en), l'historien de la Restauration Edward Hyde décrivant ainsi « une année de reproche et d'infamie par-dessus toutes les années qui s'étaient écoulées avant elle ; une année de la plus haute dissimulation et de l'hypocrisie, de la plus profonde méchanceté les trahisons les plus sanglantes qu'une nation ait jamais été maudite avec ». L'écrivain conservateur Isaac D'Israeli parle de Charles comme « ayant reçu la hache avec la même collection de pensées et mort avec la majesté avec laquelle il avait vécu », mourir en martyr « civil et politique » de la Grande-Bretagne.
D'autres encore perçoivent l'événement comme une étape vitale dans le cheminement vers la démocratie en Grande-Bretagne : le procureur de Charles Ier, John Cook (en), déclare ainsi qu'il « a prononcé une sentence non seulement contre un tyran mais contre la tyrannie elle-même », et l'historien whig Samuel Rawson Gardiner, écrit qu' « avec la mort de Charles, le principal obstacle à l'établissement d'un système constitutionnel avait été levé. [...] La monarchie, telle que Charles l'entendait, avait disparu pour toujours ».
En France, les philosophes des Lumières s'intéressent à la figure du monarque déchu : dès 1736, Voltaire le désigne comme une victime emblématique de l’obscurantisme puritain, et les rédacteurs de l'Encyclopédie font la même analyse dans l'article « Puritain » en 1765, soulignant que « Des ambitieux profitèrent de l’égarement dans lequel le fanatisme avait jeté les peuples ; ils mirent le comble à ces désordres par le supplice du roi, que Cromwell et ses adhérents firent périr sur un échafaud. ». Quelques décennies plus tard, la Révolution fera de la figure de Charles Ier un parallèle évident avec le destin de Louis XVI, certains auteurs, à l'image de l'historienne Évelyne Lever, prétendant même que le Bourbon aurait été fasciné par l'exemple du Stuart,.

## Dans la littérature
- Dans Vingt ans après, Dumas décrit le procès de Charles I[5] et son exécution[6].